# Malá Krížna
Malá Krížna (1358 m)– najdalej na zachód wysunięte kopulaste wzniesienie w grzbiecie Veľký Rigeľ w Wielkiej Fatrze w Karpatach Zachodnich na Słowacji, a także górna część opadającego z niego na południe grzbietu. Zachodnie, porośnięte lasem stoki Malej Krížnej opadają do Bystrickiej doliny (Bystrická dolina), wschodnie, w większości trawiaste, do Tureckiej doliny (Turecká dolina). 

## Turystyka
Przez Malą Krížną prowadzą dwa szlaki turystyczne; przez szczyt czerwono znakowana Cesta hrdinov SNP, grzbietem szlak zielony. Dzięki trawiastym stokom Malá Krížna jest doskonałym punktem widokowym
  odcinek: hotel górski Kráľova Studňa – Kráľova studňa – Malá Krížna – Veľký Rigeľ – Krížna. Odległość 4,1 km, suma podejść 319 m, czas przejścia 1:20 h, z powrotem 1:05 h
  odcinek: Turecká – Salašky – Ramžiná –  Úplaz – Malá Krížna – Kráľova studňa. Odległość 8,8 km, suma podejść 802 m, suma zejść 85 m, czas przejścia 3:20 h